# Clementine Von Schuch-Proska
Clementine Edle von Schuch-Proska, de soltera Procházka, (Sopron (Alta Pannònia), 12 de febrer, 1850 - Radebeul (Saxònia), 8 de juny, 1932), va ser una cantant d'òpera austríaca (soprano de coloratura), la preferida del públic i honorífica. Membre com a cantant de cambra de la "Dresden Court Opera".

## Vida i obra
Prochazka va estudiar al Conservatori de la Societat d'Amics de la Música de Viena amb Mathilde Marchesi. Immediatament després, el 1873, va ser contractada com a soprano de coloratura a l'Òpera de la Cort de Dresden amb el paper de debut de Norina a Don Pasquale de Donizetti, on es va convertir en una de les favorites del públic. El 1878 va ser nomenada Cantant de Cambra Reial.
Schuch-Proska estava casada amb el director d'orquestra Ernst von Schuch (1846–1914) des de 1875. El 1882 es van establir a Niederlößnitz a Weintraubenstrasse (anomenada Schuchstrasse 15/17 a petició pròpia el 1883).
Les aparicions com a convidada la van portar a Viena el 1875 amb l'òpera Der Apotheker de Joseph Haydn, i més tard com a cantant d'òpera i concert als principals teatres alemanys (Òpera de la Cort de Vienna 1881, 1882 i Berlín 1881, així com el "City Theatre" de Zuric 1880), i també a Moscou i Sant Petersburg. A l'Òpera de Covent Garden de Londres el 1884 va interpretar Eva a Meistersinger de Wagner i Ännchen a Der Freischütz de Weber. El 1891, el compositor Pittrich, com a "cant de cambra", li va dedicar dues de les seves primeres obres escrites a Dresden, la "Cançó de bressol" i la cançó "Mägdlein, nimm dich in Acht", que es va fer "immediatament popular".
Després de la seva jubilació oficial el 1894 amb el seu antic paper de debut com a Norina a Don Pasquale de Donizetti, va aparèixer ocasionalment com a convidada a Dresden fins al 1898, on va ser nomenada membre d'honor. Ella i el seu marit Ernst von Schuch van ser elevats a la noblesa per l'emperador austríac el 1898. També va rebre la medalla "Virtuti et Ingenio" pels seus èxits artístics.
Clementine von Schuch-Proska està enterrada amb el seu marit al cementiri de Radebeul-West, prop de la seva filla Liesel.
La seva filla Liesel von Schuch (1891–1990), la menor de cinc fills, i la seva germana gran Käthe (1885–1973; també es va casar amb Ullmann i Schmidt també van seguir una carrera de cantant. El fill Hans von Schuch (1886–1963) es va convertir en un conegut violoncel·lista. La seva filla Clementine von Schuch (1921–2014) també es va convertir en cantant d'òpera.

## Rols (selecció)
- Königin der Nacht en La flauta màgica de Wolfgang Amadeus Mozart
- Zerline en Don Giovanni von Wolfgang Amadeus Mozart
- Ännchen en Freischütz de Carl Maria von Weber
- Marguerite en Faust de Charles Gounod
- Juliette en Roméo et Juliette de Charles Gounod
- Violetta en La traviata de Giuseppe Verdi
- Eva en Meistersingern de Richard Wagner

## Honors i premis
El 1898, la cantant de cambra i el seu marit Ernst Schuch van ser elevats a la noblesa hereditària amb el títol de Noble per l'emperador austríac Franz Joseph I. En el seu comiat escènic el mateix any, que va donar amb un dels seus papers emblemàtics, Norina a Don Pasquale de Donizetti, va ser nomenada membre d'honor de l'Òpera de la Cort de Dresden pel rei saxó Albert.
Schuch va rebre diversos premis al llarg del seu treball:
- Saxònia: Gran Medalla d'Or Virtuti et ingenio (1887)
- Cases ducals unides (Saxònia-Altenburg, Sajonia-Coburg i Gotha i Saxònia-Meiningen): Orde de la Casa Ernestina de Saxònia (1885)
- Àustria-Hongria: Medalla d'Or per a l'Art i la Ciència (1881, predecessor de la Condecoració d'Honor austrohongaresa per a l'Art i la Ciència), Medalla d'Honor Civil (1881)
- Itàlia: Medalla d'Or d'Amadeus Duc d'Aosta (1884)
- Romania: Medalla Bene Merenti I. Classe (1888)

## Família d'artistes
Els pares Ernst i Clementine von Schuch van ser seguits per dues generacions més de descendència amb talent musical:
- Ernst von Schuch (1846–1914), director d'orquestra i GMD ⚭ Clementine von Schuch-Proska (1850–1932), Kammersängerin (soprano de coloratura)
  - Käthe von Schuch (1885–1973), soprano
  - Hans von Schuch (1886–1963), violoncel·lista
    - Clementine von Schuch (1921–2014), soprano

  - Liesel von Schuch (1891–1990), cantant de cambra (soprano de coloratura)